# 流行歌手 (アルバム)
『流行歌手』（りゅうこうかしゅ）は、1992年6月3日に発売された荻野目洋子の14作目のオリジナル・アルバム。発売元はビクター音楽産業（規格品番：VICL-293）。

## 制作・チャート成績
荻野目を通して″流行歌手像″を追求したコンセプト・アルバム。既発シングル曲（アルバム・ヴァージョンを含む）やカップリング曲のほか、クラブ系ダンスサウンドを採り入れ新境地を開拓した作品である。プロデューサーには月光恵亮を迎えている。
全ての曲の編曲を須貝幸生、神長弘一、井上龍仁が手掛けている。ちなみに″井上龍仁″とは月光のペンネームである。月光との仕事が多い森重樹一、川添智久、佐藤宣彦、Joey Carboneも楽曲提供している。作詞はみかみ麗緒、朝野深雪らのほか、荻野目自身も月光の勧めで2曲の作詞に初めて挑んでいる。
シングル「ねえ」(アルバム・ヴァージョン)、「STEAL YOUR LOVE」、YO-CO名義で発表されていた「コーヒー・ルンバ」が収録されている。「ロマンティックに愛して」は翌月シングルカットされた。
オリコン・アルバムチャートでは3位を獲得し、好セールスを記録した。

## 再発盤
2010年5月26日には再発盤アルバム（デビュー25周年 リイシュー企画）として『流行歌手［+4］』が発売された。ボーナス・トラックとして「ねえ（シングル・バージョン）」「THIS IS POP -Club Mix-」「ねえ -Club Mix-」「美女と野獣 -Club Mix-」の4曲が追加収録されている。

## 収録曲

### CD
| 全編曲: 須貝幸生・神長弘一・井上龍仁。 |                                  |                                    |                    |      |
| #                                      | タイトル                         | 作詞                               | 作曲               | 時間 |
| 1.                                     | 「THIS IS POP」                  | みかみ麗緒                         | WARREN BACALL      | 4:11 |
| 2.                                     | 「ねえ」(アルバム・ヴァージョン) | みかみ麗緒                         | 石川正             | 5:12 |
| 3.                                     | 「ロマンティックに愛して」       | 朝野深雪                           | 森重樹一           | 3:50 |
| 4.                                     | 「STEAL YOUR LOVE」              | みかみ麗緒                         | 広瀬さとし         | 4:23 |
| 5.                                     | 「あなたに帰りたい」             | 朝野深雪                           | 井上龍仁           | 3:56 |
| 6.                                     | 「コーヒー・ルンバ」             | Jose Manzo perroni (訳詞) 中沢清二 | Jose Manzo perroni | 4:36 |
| 7.                                     | 「ささやかなレジスタンス」       | 朝野深雪                           | 井上龍仁           | 4:11 |
| 8.                                     | 「独り占め」                     | YOKO                               | 須貝幸生           | 4:30 |
| 9.                                     | 「彼の災難」                     | 朝野深雪                           | 川添智久           | 3:45 |
| 10.                                    | 「Starship」                     | 石川正                             | 深田太郎           | 5:55 |
| 11.                                    | 「プレイ・ボーイ」               | YOKO                               | 佐藤宣彦           | 3:40 |
| 12.                                    | 「Moonlight Blue」               | 朝野深雪                           | Joey Carbone       | 4:13 |

| 全編曲: 須貝幸生・神長弘一・井上龍仁（M-16を除く。M-16: 柿崎"wacky"洋一郎・中村"KITAROH"幸司）。 |                                                          |            |               |       |
| #                                                                                                | タイトル                                                 | 作詞       | 作曲          | 時間  |
| 13.                                                                                              | 「ねえ」(シングル・バージョン)                           | みかみ麗緒 | 石川正        | 4:38  |
| 14.                                                                                              | 「THIS IS POP」(Club Mix)                                | みかみ麗緒 | WARREN BACALL | 6:43  |
| 15.                                                                                              | 「ねえ」(Club Mix)                                       | みかみ麗緒 | 石川正        | 8:52  |
| 16.                                                                                              | 「美女と野獣」(Club Mix by 須貝幸生・神長弘一・片岡俊彦) | 川村真澄   | 久保田利伸    | 6:05  |
| 合計時間:                                                                                        | 合計時間:                                                | 合計時間:  | 合計時間:     | 78:40 |

## レコーディング参加
- 神長弘一 - ギター
- 横関敦 - ギター
- 須貝幸生 - ベース・ドラム・プログラミング
- 鷹羽仁 - キーボード
- 村田有美 - コーラス
- 佐藤宣彦 - コーラス

## 参考資料
- 荻野目洋子『流行歌手+4』（SHM-CD（ライナーノーツ））ビクターエンタテインメント、2010年5月26日。VICL-70064。